# Đa dạng di truyền

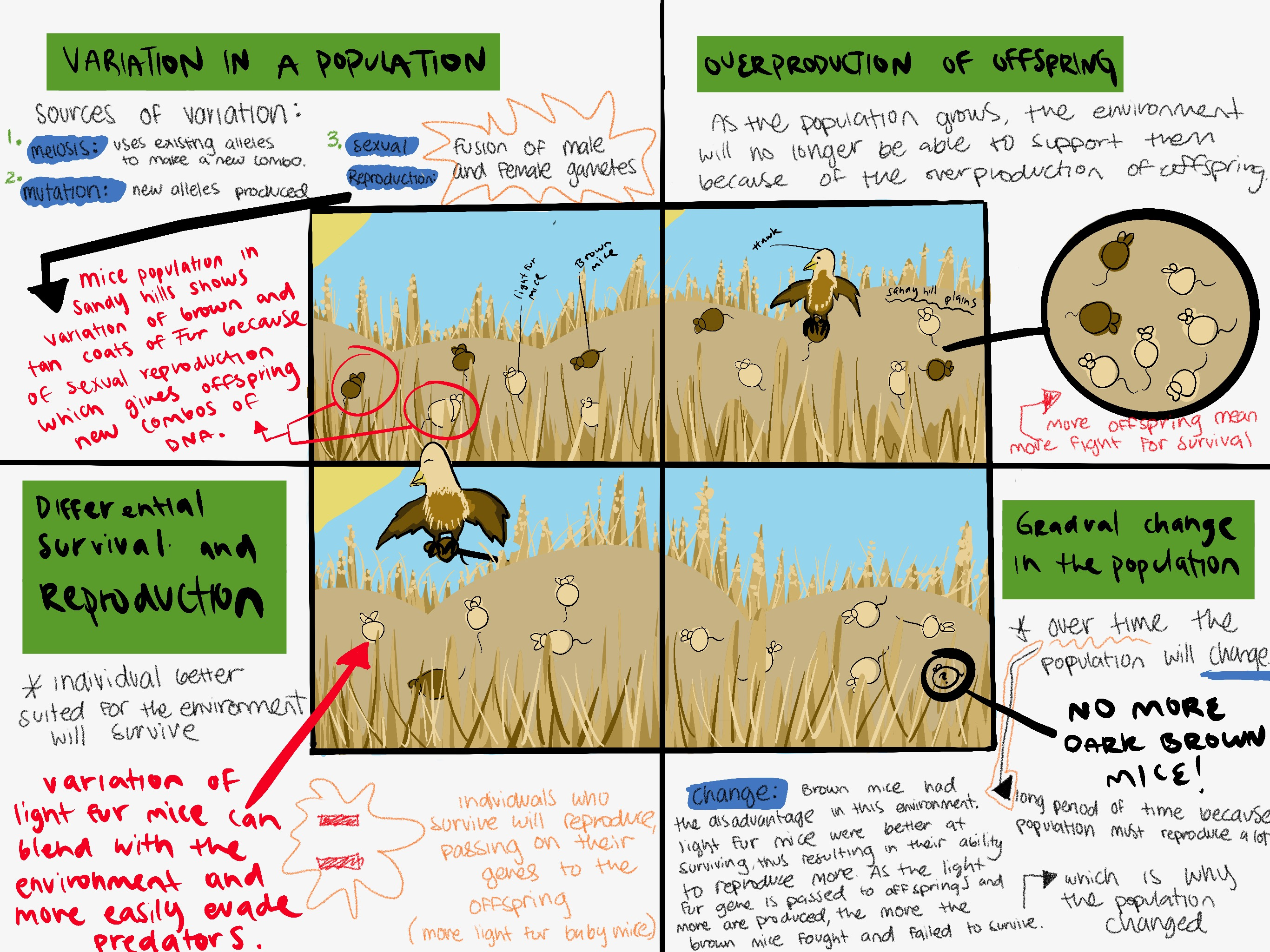

A graphical representation of the typical human karyotype.

Đa dạng di truyền là tổng số các đặc điểm di truyền trong thành phần di truyền của một loài, nó dao động rộng rãi từ số lượng loài đến sự khác biệt trong loài và có thể được quy cho khoảng thời gian tồn tại của một loài. Nó khác với biến dị di truyền, thuật ngữ dùng để mô tả xu hướng biến đổi của các đặc điểm di truyền.
Đa dạng di truyền là một phương pháp để các quần thể có thể thích nghi được với môi trường sống thay đổi. Với nhiều biến đổi hơn, một số cá thể trong một quần thể sẽ có cơ hội cao hơn trong việc sở hữu những biến dị alen phù hợp với môi trường. Những cá thể đó sẽ có cơ hội sống sót cao hơn để duy trì nòi giống có alen đó trong cơ thể. Quần thể đó sẽ tiếp tục có thêm nhiều thế hệ nhờ sự thành công của những cá thể này.
Lĩnh vực học thuật di truyền học quần thể bao gồm nhiều giả thiết và lý thuyết liên quan tới đa dạng di truyền. Lý thuyết tiến hóa trung lập đề xuất rằng sự đa dạng là kết quả của sự tích lũy các thay đổi trung lập. Chọn lọc đa dạng hóa là giả thiết cho rằng hai hạ quần thể của một loài sống ở những môi trường khác nhau chọn lọc những alen khác nhau ở một locus cụ thể. Ví dụ, điều này có thể xảy ra nếu một loài có có một phân bố rộng liên quan tới tính di động của các cá thể bên trong nó. Chọn lọc phụ thuộc tần suất là giả thiết cho rằng khi các alen trở nên phổ biến hơn thì chúng cũng trở nên dễ bị tổn thương hơn. Điều này xảy ra ở những tương tác mầm bệnh-vật chủ, trong đó một alen phòng thủ xuất hiện với tần suất cao trong vật chủ có nghĩa là việc một mầm bệnh sẽ lây lan nếu có có thể vượt qua alen đó sẽ dễ xảy ra hơn.

## Đo đạc
Có thể đánh giá tính đa dạng di truyền của một quần thể bằng một số đo đạc đơn giản.
- Đa dạng gen là tỷ lệ các locus đa hình trong bộ gen .
- Dị hợp tử là tỷ lệ cá thể trong quần thể dị hợp tử về một locus cụ thể.
- Các alen trên mỗi locus cũng được sử dụng để chứng minh tính biến dị.
- Đa dạng nucleotide là mức độ đa hình nucleotide trong một quần thể và thường được đo lường thông qua các dấu hiệu về phân tử như trình tự vi vệ tinh và vệ tinh nhỏ, DNA ty thể[3] và đa hình đơn nucleotide (SNPs).